# Sankt-Michaels-Kathedrale (Ischewsk)

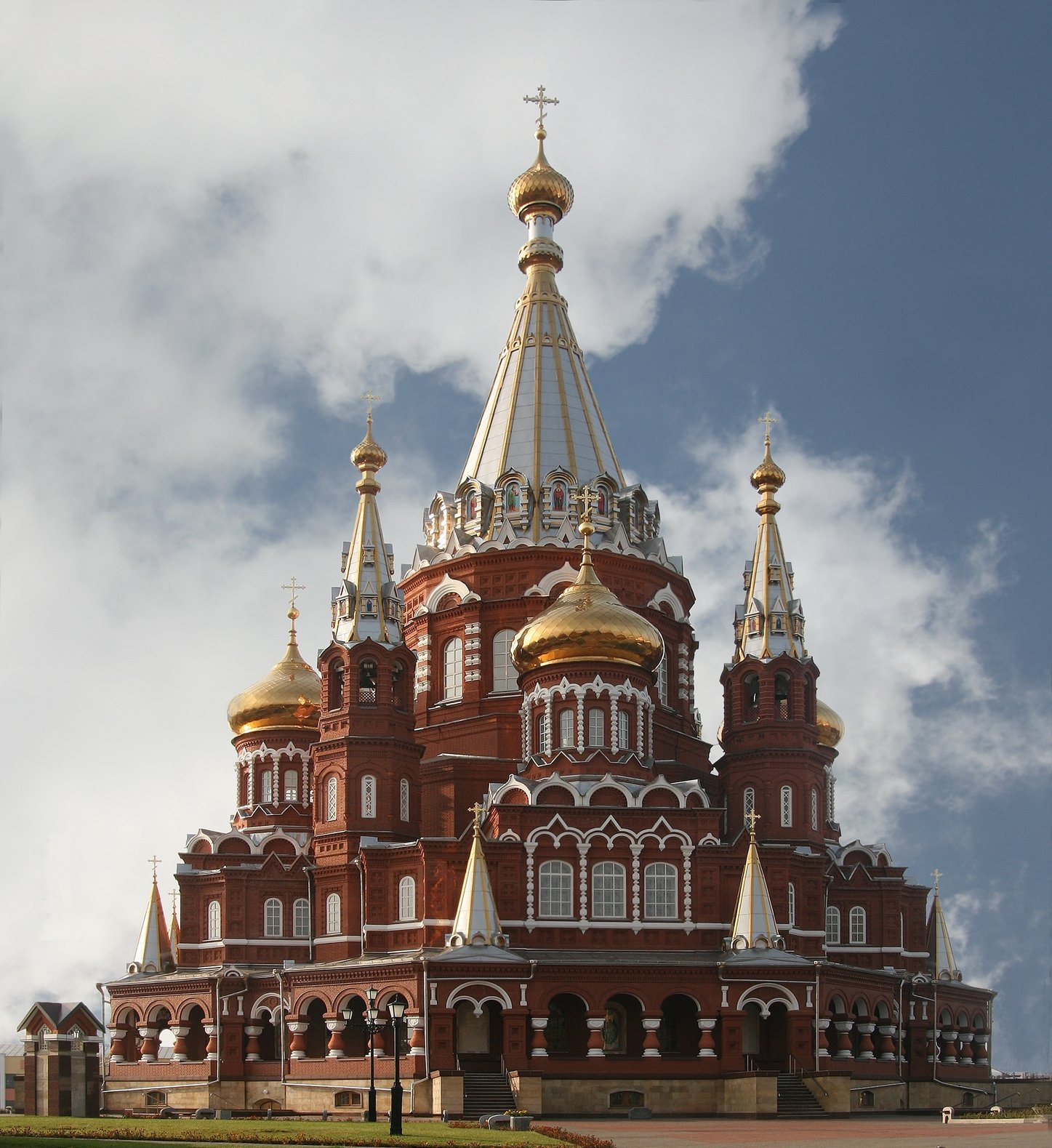
Die Sankt-Michaels-Kathedrale in Ischewsk

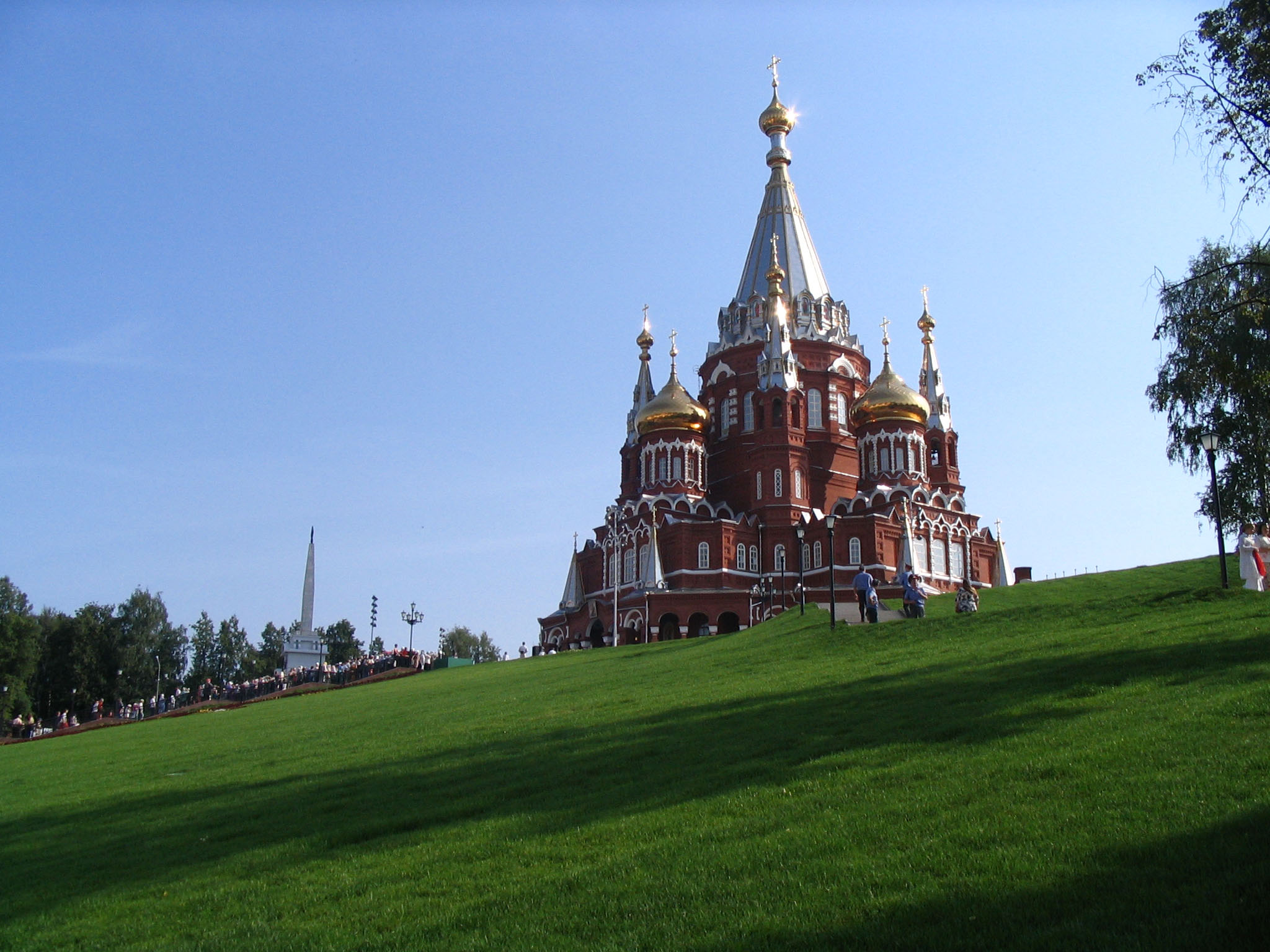
Die Kathedrale

Die Sankt-Michaels-Kathedrale (russisch Свято-Михайловский собор) ist eine russisch-orthodoxe Kathedrale in der Stadt Ischewsk in Russland. Rekonstruiert wurde die bereits 1907 erbaute und 1937 zerstörte Kathedrale von 2004 bis 2007 im Zentrum der Stadt. 

## Geschichte
An der Stelle, an der sich heute die Kathedrale befindet, wurde 1765 eine Kapelle die der Dreifaltigkeit geweiht war, die 1784 zu einer Kirche umgebaut wurde. Sie wurde 1810 durch einen Brand zerstört. Eine neue Kirche, die dem Erzengel Michael geweiht wurde, wurde 1855 im neobyzantinischen Stil erbaut. Sie hatte eine Höhe von 30 Metern. 
Im Jahr 1867 wurde begonnen, Geld für den Bau einer Sankt-Michaels-Kathedrale auf einem anderen Platz in der Stadt zu sammeln. Die Fabrikarbeiter von Ischewsk beschlossen 1893, ein Prozent ihres Lohns für das Bauvorhaben zu spenden. Der Bauausschuss der Stadt hat 1896 entschieden, dass das neue Kirchengebäude nicht größer sein darf als die Alexander-Newski-Kathedrale. Mit dem Bau wurde schließlich 1897 begonnen und 1907 beendet. Wegen der Russischen Revolution konnten weitere Verbesserungen des Bauwerks nicht stattfinden, sodass sie erst am 4. November 1915 geweiht wurde.
Am 19. März 1929 wurde von der Stadtverwaltung dann die Schließung der Alexander-Newski-Kathedrale und der Sankt-Michaels-Kathedrale beschlossen. Die  wurde am 27. März von der Polizei geschlossen. Von 1932 bis 1937 bestand im Gebäude das regionale Heimatmuseum, bevor am 8. April 1937 der Abriss der Kathedrale verkündet wurde.
Der Erlass für den Wiederaufbau der Kathedrale wurde am 11. Februar 2000 von der Regierung der Republik Udmurtien verabschiedet. Im Mai 2004 fand die Grundsteinlegung statt und schon am 16. Mai 2007 konnte das rekonstruierte Bauwerk von Patriarch Alexius II. geweiht werden.

## Architektur

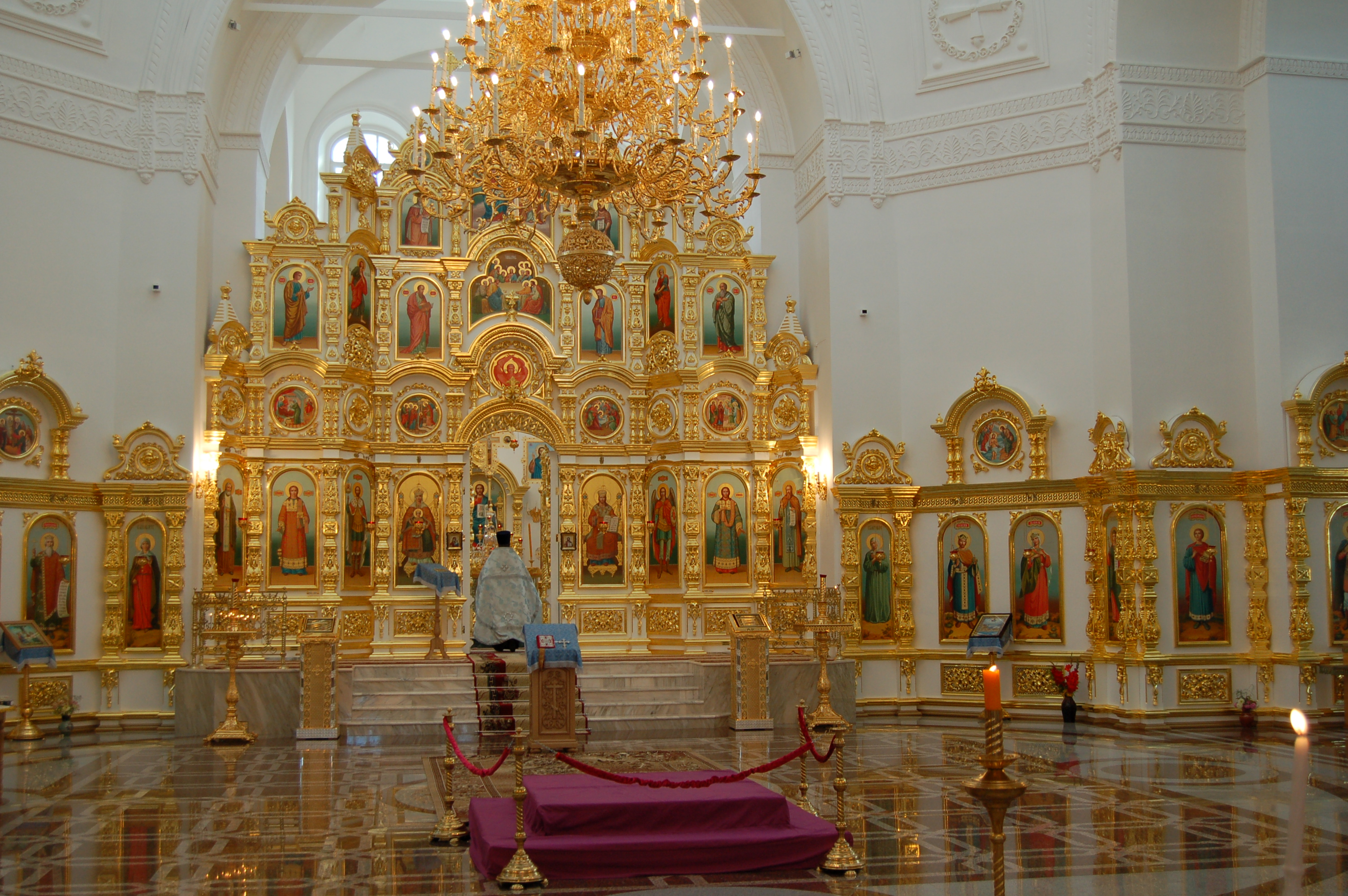
Die Ikonostase

Die Kathedrale ist ein reich gegliederter Zentralbau aus rotem Werkstein mit Mittelkuppel und vier Ecktürmen sowie vier weiteren kleinen Türmen mit Kuppeln. Die Gesamthöhe bis zum Kreuz der Mittelkuppel beträgt 67 Meter.